# Florennes
Florennes (en wallon Florene) est une commune francophone de Belgique située en Wallonie dans la province de Namur, en Entre-Sambre-et-Meuse. Elle regroupe 11 anciennes communes qui fusionnèrent en 1977. Elle comprend le village de Chaumont qui faisait partie de l'ancienne commune de Florennes.

## Étymologie
Le nom Florennes signifie domaine de Florus, Florus étant un anthroponyme gallo-romain ou germanique commun.

## Géographie

### Hydrographie
Les principales rivières traversant la commune sont la Molignée et le Flavion vers la Meuse ainsi que la Thyria et le Ruisseau d'Yves vers l'Eau d'Heure, un affluent de la Sambre.

### Quartiers et lieux-dits

#### Quartiers
- Le Richa.
- Chaumont.

#### Lieux-dits
- La Couture.
- Prairée.
- Campagne de la Trouée.
- La Valette.
- Le Cheslé.
- La Tannerie.
- Les Pavillons.
- La Maladrerie.
- La Rotonde.
- Le Tri Piette.

### Sections
| #  | Nom            | Superficie. (km²) | Habitants (2020) | Habitants par km² | Code INS |
| -- | -------------- | ----------------- | ---------------- | ----------------- | -------- |
| 1  | Florennes      | 28,55             | 3.751            | 131               | 93022A   |
| 2  | Corenne        | 7,12              | 273              | 38                | 93022B   |
| 3  | Flavion        | 13,99             | 684              | 49                | 93022C   |
| 4  | Morville       | 14,67             | 663              | 45                | 93022D   |
| 5  | Rosée          | 16,15             | 657              | 41                | 93022E   |
| 6  | Hemptinne      | 6,96              | 308              | 44                | 93022F   |
| 7  | Saint-Aubin    | 13,51             | 829              | 61                | 93022G   |
| 8  | Morialmé       | 12,93             | 1.630            | 126               | 93022H   |
| 9  | Thy-le-Bauduin | 3,81              | 441              | 116               | 93022J   |
| 10 | Hanzinelle     | 7,47              | 1.053            | 141               | 93022K   |
| 11 | Hanzinne       | 9,03              | 977              | 108               | 93022L   |

### Communes limitrophes
|          | Gerpinnes - Mettet      |                 |
| Walcourt | Florennes               | Onhaye Hastière |
|          | Philippeville - Doische |                 |

## Démographie

### Démographie: Avant la fusion des communes
- Source: DGS recensements population

### Démographie: Commune fusionnée
En tenant compte des anciennes communes entraînées dans la fusion de communes de 1977, on peut dresser l'évolution suivante :
Les chiffres des années 1831 à 1970 tiennent compte des chiffres des anciennes communes fusionnées.
- Source: DGS , de 1831 à 1981=recensements population; à partir de 1990 = nombre d'habitants chaque 1 janvier[2]

## Histoire
La ville a des origines anciennes. Une petite villa datant de la période gallo-romaine et plusieurs tombes ont été découvertes, ainsi qu'un cimetière remontant à la période mérovingienne .
Au Moyen Âge, Florennes fut le siège d'une des plus importantes seigneuries liégeoises de l'Entre-Sambre-et-Meuse. Les armoiries de la commune (un château fort ajouré de nombreuses fenêtres) sont présentes sur des sceaux datant de 1560 et 1644. Ses châteaux, ses fermes, ses monuments témoignent des événements qui ont marqué son histoire.
Ses traditions folkloriques plus que centenaires, voient défiler de nombreux marcheurs habillés de costumes napoléoniens au son des fifres et des tambours.

### Les seigneurs de Florennes
Le plus ancien seigneur du lieu connu est Eilbert (mort à Fleurus en 977 ; fils d'Ebroïn — fils du comte Bovo Sine-barba — et de Berthe, fille de Wigeric II, sans doute un proche parent de  Wigerich III), qui a construit le château de Florennes et dont les possessions s’étendaient sur une cinquantaine de villages de l’Entre-Sambre-et-Meuse.
Il épouse d’abord Hersende, dont le grand-père Ébroïn (ou bien plutôt est-ce Ebroïn, le père d'Eilbert ?) avait reçu des possessions du roi Lothaire II et du roi de France Louis le Bègue. Cette pieuse dame fonde les monastères de Saint-Michel en Thiérache, d'Homblières en Vermandois et de Waulsort, sur la Meuse.
En secondes noces, il s’unit à Alpaïde, une petite-fille de Charles le Simple, roi de France de 898 à 923, veuve de Godefroid Ier de Rumigny (Rumigny est un chef-lieu de canton du département des Ardennes, proche d'Aubenton et de Martigny qu'auront aussi les sires de Rumigny ; de Rumigny est nom donné à Godefroi par la tradition, mais cette terre appartenait sans doute alors aux Vermandois puis à leurs descendants Roucy : voir l'article Ebles et ci-dessous Avoise de Roucy, épouse de Godefroi IV), qui semble assimilable à Godefroid Ier, comte de Hainaut et duc associé de Basse-Lorraine († vers 958/964).
- Les deux fils de cette dernière et du comte-duc Godefroid, Godefroid II († avant 981) et Arnould/Arnaud († vers 1002/1010), sont adoptés par Eilbert ; Arnould hérite donc du domaine de Florennes (à proximité se trouve Pesche, aussi possédé par les sires de Florennes). Désormais, on parlera de la Maison de Rumigny-Florennes, dont les possessions étaient importantes des deux côtés de la frontière actuelle entre la Belgique et la France[5]. Vers l’an 1000, Arnould Ier fait construire à Florennes une église qui reçoit les reliques de saint Gengulphe, conservées précédemment à Gedinne. Notger, évêque de Liège, vient consacrer le sanctuaire, qui devient en 1029 une collégiale abritant un chapitre de sept chanoines.
- Arnould, époux d'Ermentrude de Verdun, est, entre autres enfants, le père de Godefroi III († vers 1050) ; d'Arnould II (assassiné en Thiérache en 1015) ; de Gérard († 1051 ; d’abord chapelain de l’empereur Henri II puis évêque de Cambrai) ; et d'Eilbert († 1047 ; abbé de Maroilles, de Florennes et de St-André du Cateau-Cambrésis). En 1010, Godefroid III, le nouveau seigneur, avec ses frères dont l'évêque Gérard, fonde l’abbaye bénédictine de Florennes, dont il devient l’avoué.
- Il est le père de Godefroi IV († après 1077) et d'Arnould/Arnaud III († après 1086 ; tige des sires de Morialmé).
- Godefroid IV, mari d'Avoise/Edwige de Roucy, dame de Rumigny et fille cadette d'Ebles, comte de Roucy et archevêque de Reims, est entre autres le père de Nicolas Ier († avant 1096) ; de Godefroid (V) ; et de Pétronille (femme de Raoul de Viesville sire de Gosselies : fondateurs de Sart-les-Moines vers 1110).
- Nicolas Ier enfanta Nicolas II († après 1152) qui, de sa femme Adèle/Alix de Hainaut, eut entre autres enfants :
- Nicolas III († avant 1179) ; Godefroid V ou VI († après 1152) ; Baudouin, archidiacre de Laon ; une fille qui maria Isaac de Barbençon ; Hawise qui épousa Gervais de Bazoches ; et Béatrix, femme de Gossuin III de Mons.

La Bataille de Florennes eut lieu le 12 septembre 1015.
Les seigneurs de Rumigny-Florennes vont jouer un rôle important au cours des siècles, deux d’entre eux participent aux croisades : Nicolas III à la 2e et Hugues Ier à la 3e en 1189. Ils vont doter des églises et … les spolier, avoir de bons contacts avec leurs puissants suzerains qui les invitent à être témoins en signant avec eux d’innombrables chartes, participer à de nombreux conflits…, se livrer à des méfaits comme Ébles de Viesville ou de Florennes, qui livre Gerpinnes et son église aux flammes en 1142.
- Nicolas IV (né vers 1150/1155-† 1205) et son frère Hugues Ier († 1226) sont les fils de Nicolas III et d'Eve/Damison, dame de Chièvres, et ont pour sœurs : Julienne, femme de Renaud de Rozoy (fils de Clarambaud et d'Elisabeth de Namur-Porcien) ; Yolande, femme d'Henri de Hierges ; et l'épouse de Louis de Chiny de Lumain, avoué de Hesbaye
- Nicolas IV a de son épouse Mathilde d'Avesnes (remariée veuve à Louis IV comte de Chiny), entre autres enfants : Nicolas V († 1257) ; Gaucher († 1254) ; Hugues († après 1248), co-seigneur de Chièvres, souche des sires de Fagnolles ; et Jacques († après 1254). Il semble que ces frères avaient un demi-frère aîné, autre Gaucher de Rumigny (vers 1170-après 1188), qui n'hérita pas.
- Nicolas V, mari d'Isabeau de Boves-Coucy (petite-fille héritière de Robert de Boves, frère cadet d'Enguerrand II, sire de Coucy ; une lointaine cousine, puisque Robert et Enguerrand étaient les fils de Thomas de Marle, dont la mère Ade de Marle et Coucy était très probablement une nièce du comte-archevêque Ebles) et père entre autres de Nicolas VI († en 1249 à la guerre ;  marié en 1214 sans postérité à Marguerite de Picquigny d'Amiens) ; Hugues II († 1270) ; Jacques Ier († après 1297), marié en 1253 à Agnès de Resson (à Pargny-Resson ?), d'où Jacques II († 1313, avec postérité) ; Robert († après 1262) ; Enguerrand († après 1297).
- Hugues II épouse 1° 1266 Yolande de Nesle, fille de Jean II comte de Soissons, et 2° Philippa van Beveren de Dixmude, d'où du 2° : Isabelle/Isabeau (1263-1326 ; x 1270 et 1278 1° Thiébaud II duc de Lorraine, puis 2° 1313 le connétable Gaucher V de Châtillon-Porcien) et Marguerite de Florennes-Rumigny (x Jean IV de Nesle comte de Soissons : postérité).

En 1270, les seigneuries de Florennes, Pesche, Rumigny, Aubenton, Martigny, Boves passent dans la Maison de Lorraine avec le mariage d’Isabeau de Rumigny-Florennes avec Thibaut II, fils de Ferry III, duc de Lorraine (les deux époux n’ont que 13 et 7 ans… mais par la suite, ils auront au moins 8 enfants). Puis Florennes, Boves et Rumigny vont à la branche cadette de Lorraine-Vaudémont, issue de Ferry, fils du duc Jean (ce dernier étant fils du duc Raoul, lui-même fils de Ferry IV et petit-fils de Thiébaud II) et père d'Antoine (comte de Vaudémont, sire de Joinville, dont les descendants en lignée mâle assumeront le duché de Lorraine à partir de 1473 avec René II). Jean, bâtard de Vaudémont († 1509), fils naturel d'Antoine, hérite de Florennes et de Pesche, qui passent ensuite à son fils Claude, père de Renée de Vaudémont, dame de Florennes (qui épouse en 1546 Jean de Glymes-Stave et Spontin), et de Barbe de Vaudémont, dame de Pesche (femme de Henri de Ghoor). Au XVIIIe siècle, un mariage fit passer Florennes des Glymes aux Beaufort-Spontin (cf. l'article consacré au duc Alexandre).

### Temps Modernes

#### Lesrécollets
En 1589, Jacques de Glymes († 1610), baron de Florennes, 2e fils de Jean et Renée de Vaudémont, donne un terrain au lieu-dit 'Chaufours' en vue d’ériger une maison pour les religieux franciscains. Seize ans plus tard, on en pose la 1re pierre. En 1606, le couvent est achevé. En 1700, on y enseigne la théologie et on y ouvre un noviciat et on enseigne la philosophie en 1715. On compte 17 pères, 7 convers et 6 étudiants en 1755. En 1796, le couvent est supprimé par les révolutionnaires français. Enfin en 1845, les bâtiments sont occupés par les Frères des Écoles chrétiennes.

### Époque contemporaine
À la suite de la loi sur les fusions des communes Florennes a été fusionnée avec 11 communes.

## Héraldique
|  | La ville possède des armoiries qui semblent ne jamais lui avoir été octroyées. Les armoiries sont inspirées par le sceau de la ville de 1560 à 1644. Le petit champ à côté du château montre les armoiries de Lorraine du fait que du XIVe siècle au XVIe siècle, la ville était gouvernée par la famille Vaudémont, une branche des Comtes de Lorraine. Blasonnement : De gueules à une tour à toit pointu surmonté d'un trèfle et flanquée de deux tourelles à toit pointu, dans une enceinte fortifiée posée sur une terrasse, le tout d'argent, accosté de deux écussons d'or à la bande de gueules chargée de trois alérions d'argent. Source du blasonnement : Heraldy of the World. |

## Politique et administration

### Conseil et collège communal 2024-2030
Ci-dessous, le tableau des résultats des élections communales de 2024.
| Parti | Parti                  | Voix (2024) | Voix (2018) | % (2024) | % (2018) | +/-    | Sièges  | +/- | Collège |
| ----- | ---------------------- | ----------- | ----------- | -------- | -------- | ------ | ------- | --- | ------- |
|       | ECOLO                  | 742         | 1.060       | 10,77%   | 14,47%   | 3.7 %  | 1 / 21  | 1.0 | Non     |
|       | LES ENGAGÉS-CONTACT 21 | 3.860       | 3.297       | 56,02%   | 45,02%   | 11.0 % | 13 / 21 | 2.0 | Oui     |
|       | AD11                   | 2.288       | -           | 33,21%   | -        | 0.0 %  | 7 / 21  | 7.0 | Non     |
|       | PS                     | -           | 809         | -        | 11,05%   | 0.0 %  | - / 21  | 1.0 | Non     |
|       | Ad 11                  | -           | 2.158       | -        | 29,46%   | 0.0 %  | - / 21  | 7.0 | Non     |
| Total | Total                  | 6 890       | 7 324       | 100 %    | 100 %    |        | 21      |     |         |

| Collège communal   |                         |                                      |
| ------------------ | ----------------------- | ------------------------------------ |
| Bourgmestre        | Antonin Collinet        | Les Engagés - Les Engagés-Contact 21 |
| 1er Échevin        | Thomas Nocent           | Les Engagés - Les Engagés-Contact 21 |
| 2e Échevin         | Quentin Massaux         | Les Engagés - Les Engagés-Contact 21 |
| 3e Échevine        | Mélissa Delobbe         | Les Engagés-Contact 21               |
| 4e Échevine        | Ariane Boulanger        | Les Engagés-Contact 21               |
| 5e Échevine        | Marie-Anne Burlet       | Les Engagés-Contact 21               |
| Présidente du CPAS | Marie-Christine Pierard | Les Engagés - Les Engagés-Contact 21 |

### Liste des bourgmestres de Florennes

#### Après fusion

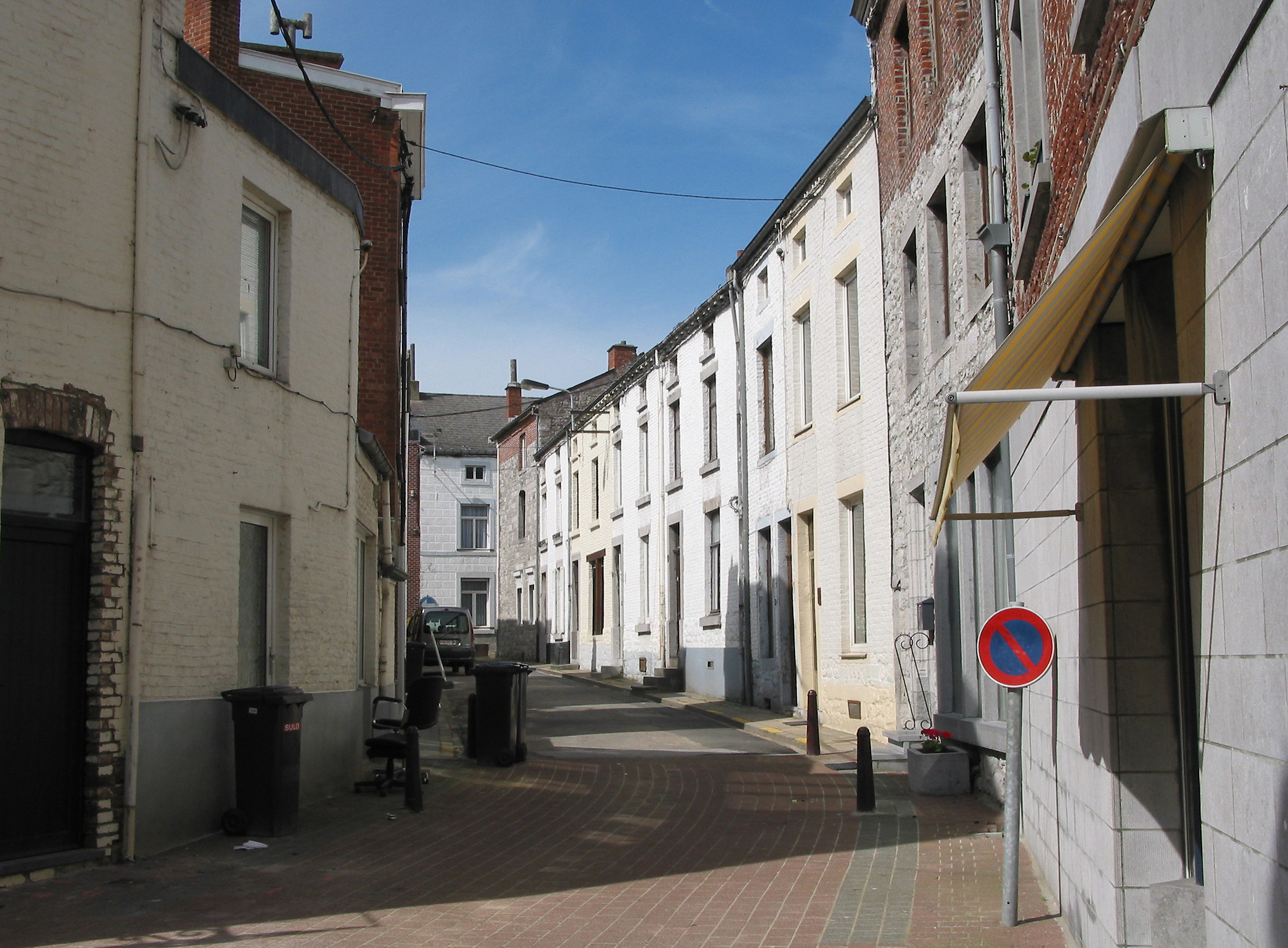
Un vieux quartier de la ville.

| Période   | Identité          | Étiquette               |
| --------- | ----------------- | ----------------------- |
| -2000     | Louis Timmermans  | Union des Onze Communes |
| 2000-2006 | Pierre Helson     | Union des Onze Communes |
| 2006-2009 | Stéphane Lasseaux | Contact 21              |
| 2009-2018 | Pierre Helson     | Union des Onze Communes |
| 2018-2024 | Stéphane Lasseaux | Contact 21              |
| 2024-     | Antonin Collinet  | Contact 21              |

### Jumelage
Florennes est jumelée avec :
- Longvic (France)

## Patrimoine et culture

### Patrimoine architectural

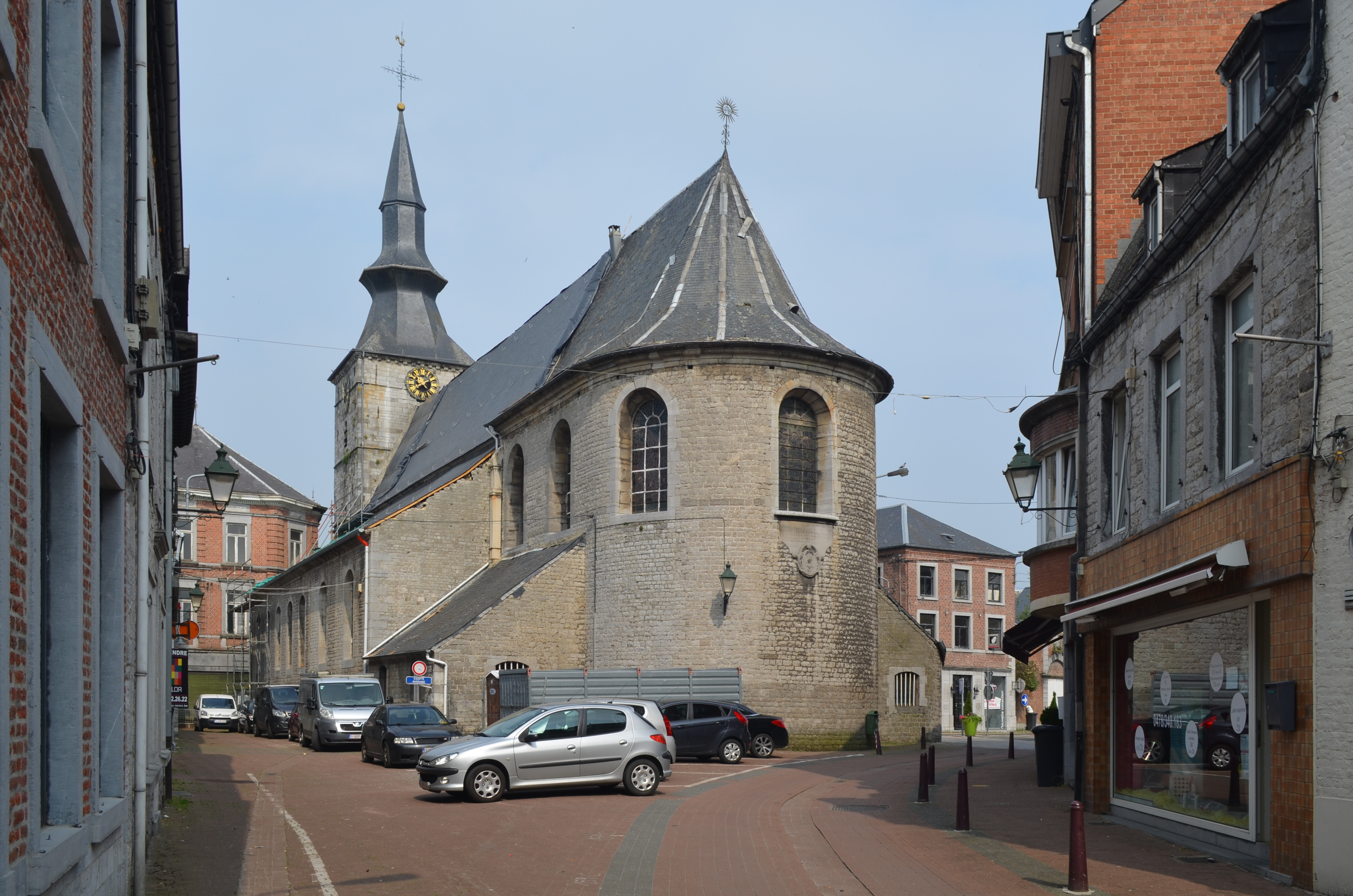
La collégiale Saint-Gangulphe (1755-1756).

- Collégiale Saint-Gangulphe. Un oratoire est fondé par Arnoult I de Rumigny, seigneur du lieu. L'oratoire est transformé en 1002 l'oratoire en collégiale et agrandi vers 1026 par Wery, abbé de Saint-Jean, qui installe déjà la paroisse. La tour d'allure baroque, édifice classique bâti en 1754 à 1756 sur les plans de l'architecte Chermanne au départ de l'ancienne bâtisse romane[10].

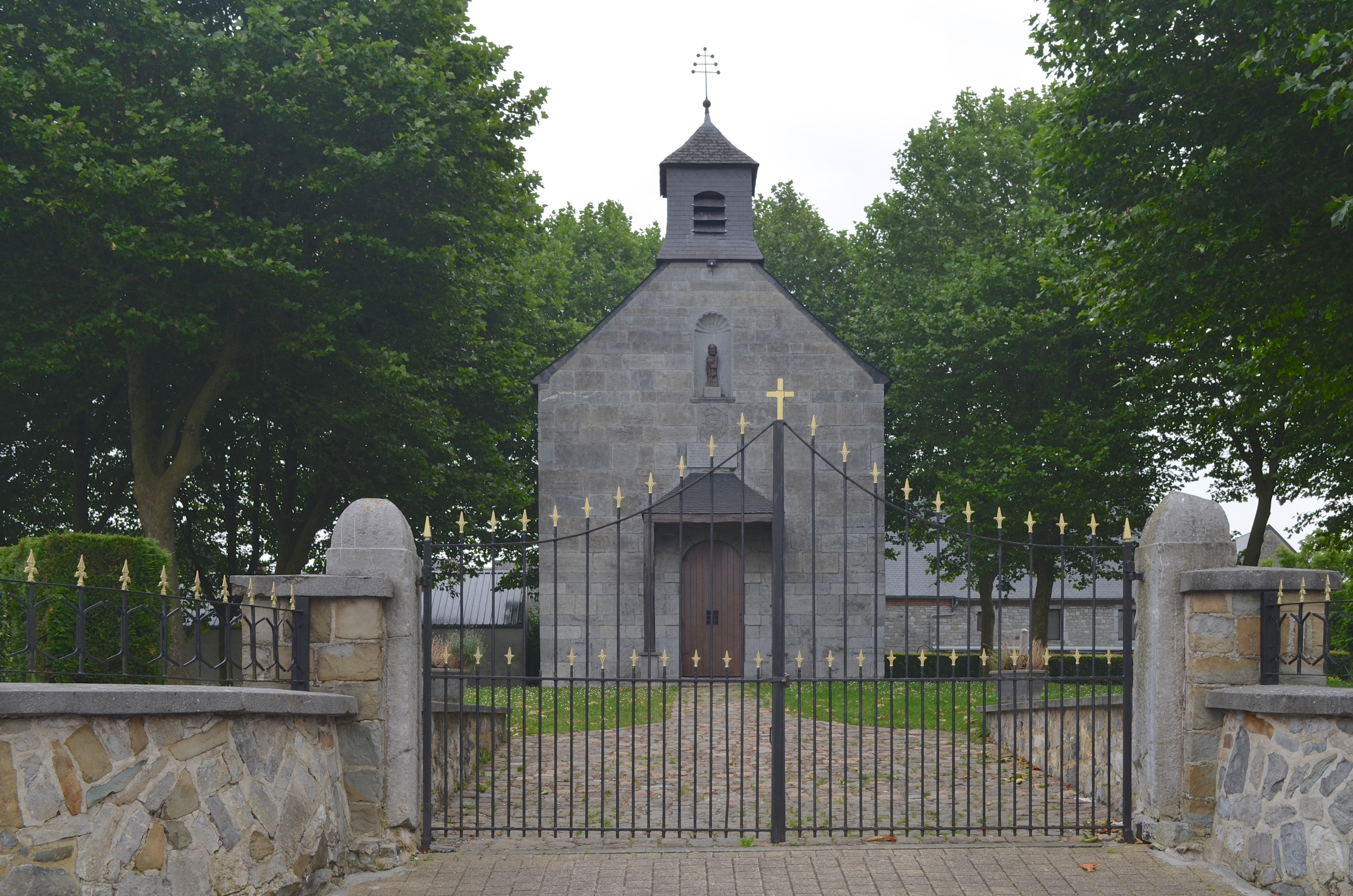
Chapelle Saint-Pierre (1821).

- Chapelle Saint-Pierre. Datée de 1821 et reconstruite au XIXe siècle par Louis Ladislas de Beaufort[11].

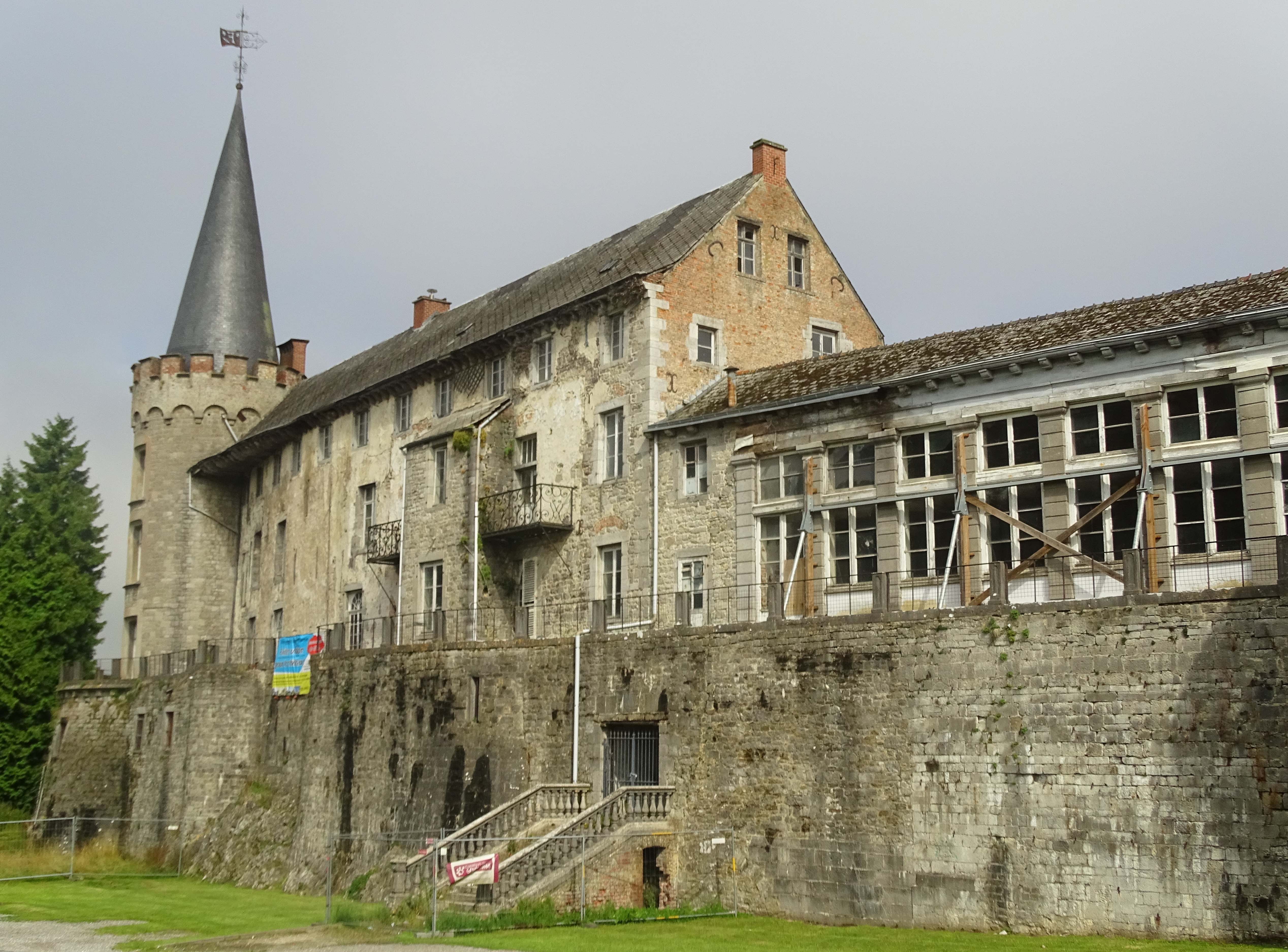
Le château.

- Château féodal. Installé sur un promontoire rocheux, ensemble castral d'origine médiévale, puis seigneurie liégeoise aux mains de l'importante famille de Rumigny-Florennes vers 1000 et 1270, dont en 1155 le « castrum » est signalé et passe ensuite par héritage à la maison de Lorraine, puis à celle de Glymes-Jodoigne et enfin à celle de Beaufort-Spontin. Le château fut acquis par les Jésuites français de 1902 jusqu'en 1951[12].
- Hôtel de ville. De style néo-classique construit dans les années 1840 et 1841[13].
- Ferme de la Valette. Sur un site d'un ancien fourneau en 1715 et transformée aux XIXe et XXe siècles témoignant d'un gros œuvre du XVIIe – XVIIIe siècle[14]. Il se situe dans le lieu-dit La Valette.
- Château d'Oret-Mont. De style néo-classique, élevé vers 1856 par Mr de Baré et aménagée dans le même style en 1958 par l'architecte S. Brigode[14].
- Ferme de Pavillons, ferme de style néo-classique du milieu du XIXe siècle[14]. Il se situe dans le lieu-dit des Pavillons.
- Ferme Saul ou Gault. Construite du XVIIe au XIXe siècle et remaniée au XIXe siècle[15], il se situe rue Ruisseau des Forges.

- Vestiges d'une abbaye (XIe siècle).

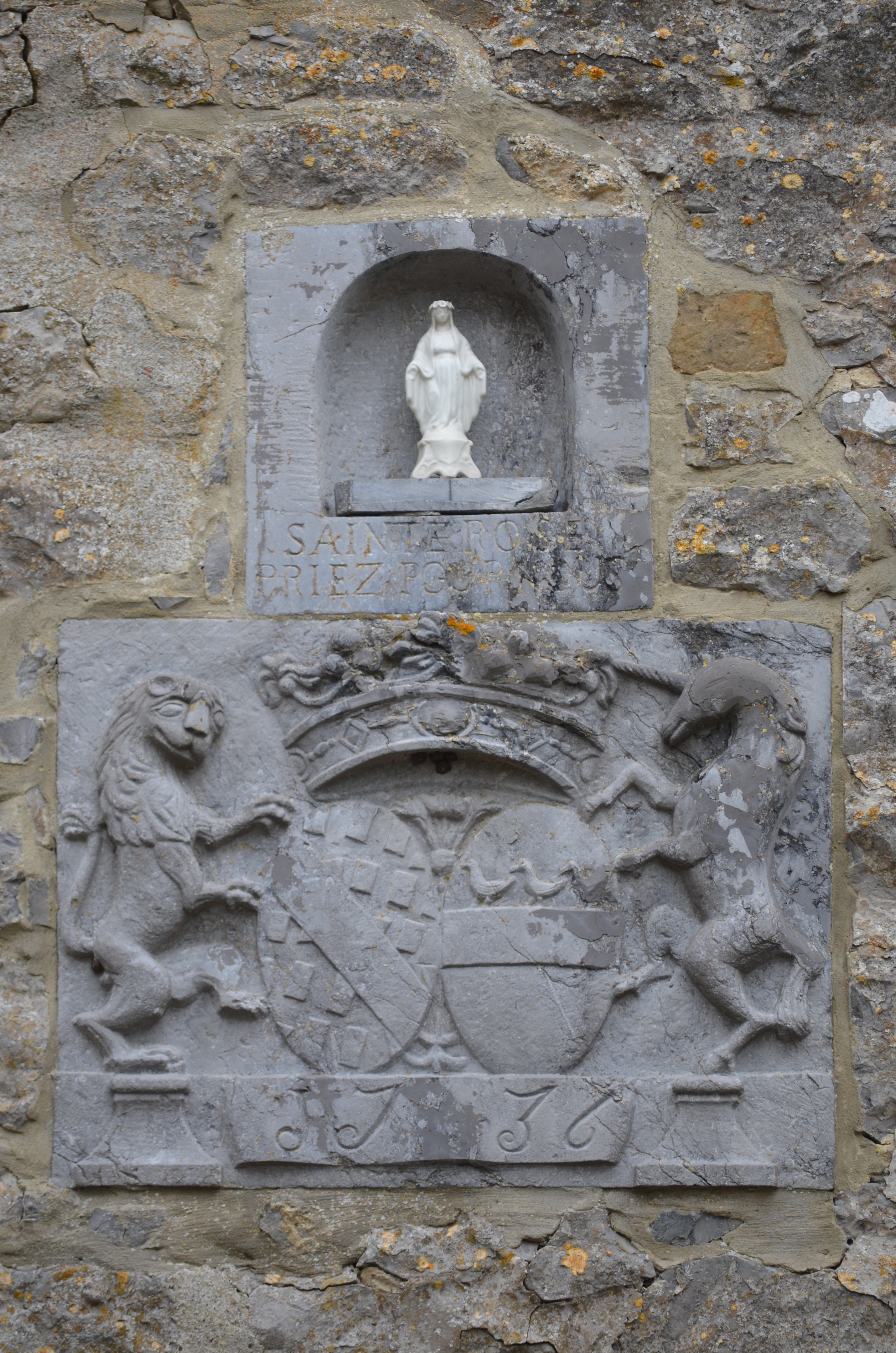
Rue de la Tannerie, entrée du parc du château (1736).

- Musée Spitfire Colonel-Aviateur Lallemant DFC.
- Liste du patrimoine immobilier classé de Florennes.

### Culture
- Marches militaires et folkloriques : Marche Saints-Pierre-et-Paul.
- Foire du Muguet et brocante du 1er mai.
- Marché artisanal à Florennes (week-end précédant la Noël).
- Relais pour la vie (depuis 2013), reprise 2014 et ce chaque année.
- Théâtre Wallon par les élèves de 6e primaire de l'école Ste-Thérèse, et une pièce en plusieurs actes de Florennois.

## Économie

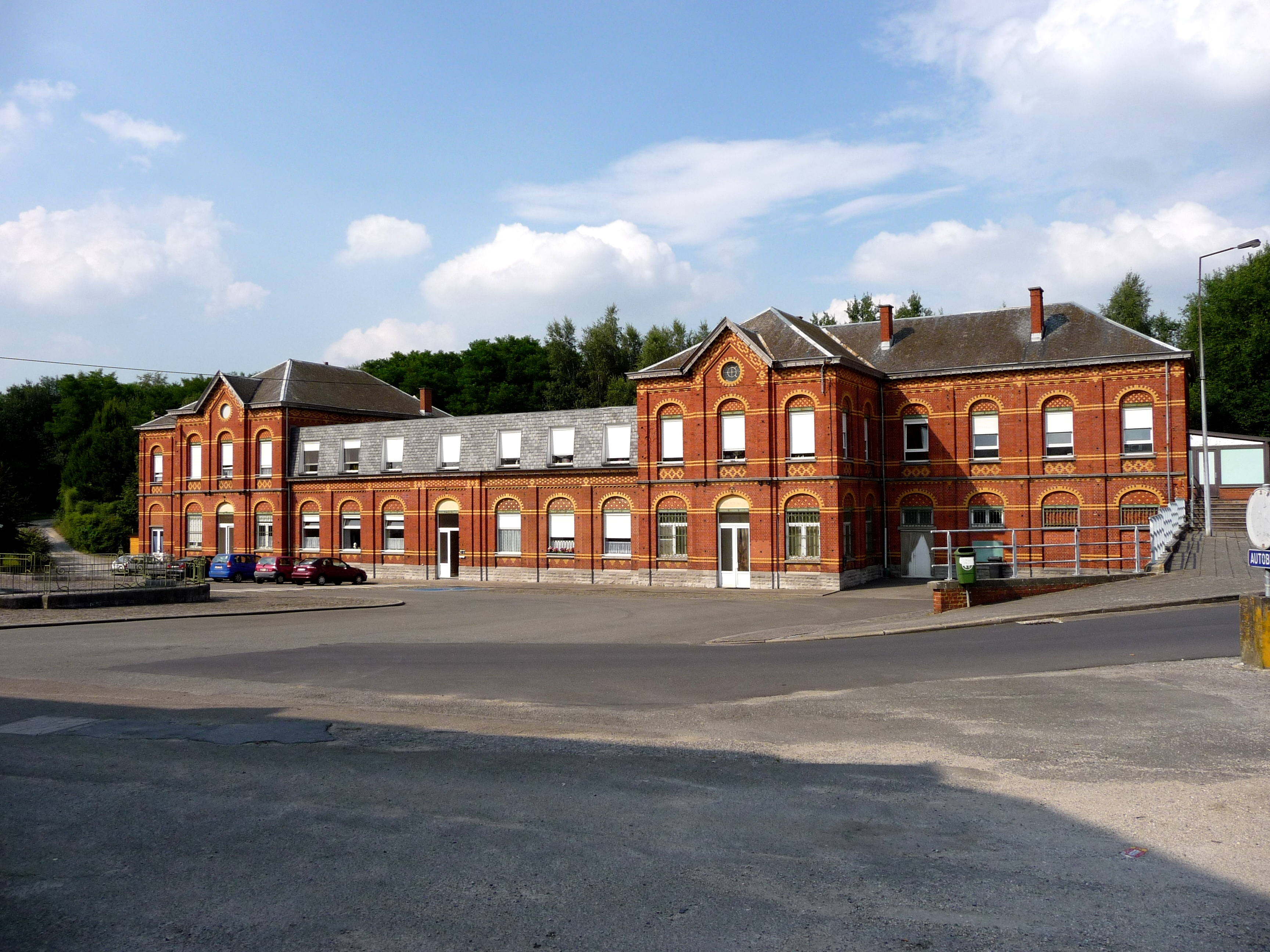
La gare de Florennes-Central, construite au début du XXe siècle sur une ligne d'interconnexion entre les ex-gares de différentes compagnies privées (la "Compagnie de l'entre Sambre et Meuse", la "Compagnie de l'Est Belge") et dans une moindre mesure la compagnie de l'Etat Belge qui rachètera progressivement ses consœurs.

### Base aérienne de Florennes
Constatant une faille dans le système de défense aérienne de la Luftwaffe entre les aérodromes de Saint-Trond et de Laon-Athies, les Allemands ont entrepris la construction de la base militaire aérienne de Florennes en 1942. Durant la guerre, les unités de chasse de nuit de l'armée allemande y étaient abritées (Messerschmitt Bf 110, Focke Wulf 190 et Junkers Ju 88).
Deux pistes composent cette base.
En 1956, elle prend le nom de Jean Offenberg, as belge de la RAF mort en 1942.
La base de Florennes accueille le 2e Wing Tactique composé de la 1ère Escadrille (opérations offensives conventionnelles et reconnaissance aérienne) et de la 350e Escadrille (défense aérienne), volant toutes les deux sur F-16 Fighting Falcon, ainsi que le Musée Spitfire.
Depuis juin 2009, le T.L.P. (Tactical Leadership Programme), cours de haut niveau pour pilotes de chasse de l'OTAN, installé depuis avril 1989 dans une partie des infrastructures laissées libres par les Américains, a déménagé de la base aérienne de Florennes vers la base aérienne espagnole d'Albacete, ce qui a provoqué la perte d'une cinquantaine d'emplois.
Du 1er août 1984 au 28 février 1989, la base abrite les missiles du 485th Tactical Missile Wing de l'USAF.
En 2025 la base aérienne de Florennes sera la première en Belgique à recevoir les avions de combat furtifs de nouvelle génération Lockheed Martin F-35A Lightning II de la composante air.

### Centre d'accueilFedasil
Ouvert en urgence le 23 décembre 1992, le centre d'accueil pour demandeurs d'asile de Florennes a accueilli 9 000 demandeurs d'asile de 90 nations différentes. Il est géré par Fedasil. Une convention en limite la capacité à 10 % de la population de Florennes-Centre.

## Sports et vie associative

### Sports

#### Principales équipes[19]
- Football : Royal Cercle Sportif Florennois ;
- Mini-Foot : Florennes United (P1,P4), Sporting Florennes (P3), Futsal Sharks Florennes (P4), Espace Team Florennes (P4)[20].
- Judo Club Florennes[21].

#### Événements sportifs
- passage du Tour de France 2004 lors de la 2e étape entre Charleroi et Namur. Florennes a accueilli un sprint intermédiaire comptant pour le classement du maillot vert lors de cette étape ;
- passage du Giro 2006 lors de la 2e étape entre Mons et Charleroi ;
- Tour de la province de Namur.

#### Infrastructures
- Base militaire : la base Jean Offenberg abritant notamment la 2e wing de la composante air.
- Omnisports : centre sportif Paul Rolain abritant une piscine de 25 m ;
- golf : Florennes Avia Golf Club (FAGC)[22] - Ce club de golf, créé en 1995, possède un parcours 9 trous par 36 pour une longueur de 2 557 m aménagé sur le domaine de la base aérienne de Florennes ;
- tir Sportif : Avia Offenberg Club - Stands 10 m - 25 m - 50 m et 100 m.

## Personnalités
- Lambert Ier dit le Barbu, né vers 950 et mort à Florennes le 12 septembre 1015, fut comte de Louvain de 988 à 1015 et de Bruxelles de 994 à 1015 ;
- Firmin Lambot, coureur cycliste qui gagna deux fois le Tour de France (1919 et 1922), est né à Florennes ;
- Léon Scieur, coureur cycliste qui gagna le Tour de France en 1921, est né à Florennes.
- Frédéric Auguste Alexandre de Beaufort-Spontin est enterré à l'église collégiale de Florennes.